# Mamduh Salim
Mamduh Muhammad Salim (ar. ممدوح سالم; ur. 7 maja 1918 w Aleksandrii, zm. 24 lutego 1988 w Londynie) – egipski polityk. Premier Egiptu od 16 kwietnia 1975 do 2 października 1978 roku.

## Życiorys
Mamduh Salim urodził się w Aleksandrii, w ówczesnym Sułtanacie Egiptu. Po ukończeniu szkoły policyjnej służył w policji i agencjach bezpieczeństwa. W 1964 r. Salem został mianowany szefem policji w Aleksandrii, następnie służył jako doradca ds. bezpieczeństwa prezydenta Gamala Abdela Nassera. Był gubernatorem prowincji Asjut, Gharbija i Aleksandria, pełniąc tę funkcję w latach 1967–1971. Następnie został mianowany ministrem spraw wewnętrznych, urząd ten sprawował od 1971 do 1975 roku.
16 kwietnia 1975 roku Salem został mianowany premierem Egiptu. W 1976 roku założył Egipską Partię Arabskiego Socjalizmu i stanął na jej czele.
Po trzech latach sprawowania funkcji premiera, 2 października 1978 roku został zdymisjonowany przez prezydenta Anwara as-Sadata. Następnie objął stanowisko doradcy prezydenta Husniego Mubaraka.